# NGC 406
NGC 406 è una galassia a spirale situata nella costellazione del Tucano.
Scoperta nel 1834 da John Herschel, è descritta nel New General Catalogue come "debole, molto estesa, circolare, gradualmente più luminosa verso il centro". NGC 406 ha un diametro di circa 60000 anni luce, grossomodo la metà della Via Lattea.